# مسجد ليبوه اتشيه
مسجد ليبوه اتشيه (بالملايو: Lebuh Aceh masjid ) هو مسجد يعود بنائه إلى القرن التاسع عشر الميلادي، يقع المسجد في بينانغ في ماليزيا.

## الموقع
مسجد ليبوه اتشيه بناه سكان اتشيه الأصليين على شارع اتشيه في مدينة جورج تاون في اقليم بينانغ في ماليزيا، بجوار المسجد هناك مقبرة متبرع بها وأصبحت جزء من المسجد الأصلي، وهي تحوي على قبر تنكو سيد حسين عيديد وأفراد من عائلته، المنازل المحيطة بالمسجد اليوم هي جزء من الثقافة الإسلامية الأصلية من منتصف القرن التاسع عشر الميلادي.

## البناء
بني مسجد ليبوه اتشيه على شارع اتشيه في مدينة جورج تاون في عام 1808، على أرض تبرعت بها الأرستقراطي من آتشيه تنكو سيد حسين عيديد، بدأت فكرة البناء عام 1792 عندما افتتح تنكو سيد حسين جمعية إسلامية في المنطقة القريبة من ليبوه اتشيه، وعلى مدى السنوات التالية أصبحت هذه المستوطنة مركز للدراسات الإسلامية في بولاو بينانج، ويرتادها التجار من أرخبيل الملايو المحيطة بها والتجار العرب والهنود، تم بناء المسجد إلى جانب منازل المواطنين وومتاجر التجار والمدارس الدينية للدراسات القرآنية، كان واحدا من الشخصيات الدينية في ذلك الوقت الشيخ عمر بشير خليلي له دور كبير في الحركة الإسلامية في الإقليم، والذي خلفه ابنه الشيخ زكريا الذي تم تعيينه لاحقا باسم المفتي الأول في بولاو بينانج عام 1888، والشيخ يحيى شقيقه الأكبر تم تعيينه رئيسا لمجلس بولاو بينانج من قاضي الإقليم، بعد وقاة تنكو حسين في منتصف عام 1800، واصلت مستوطنة المسلمين في ليبوه اتشيه بالازدهار، وأصبخ الحجاج يتجمعون في مكان قريب من المسجد قبل المغادرة إلى مكة المكرمة عن طريق البحر في كل مرة يبدأ فيها موسم الحج .

## وصلات خارجية
- موقع مسجد ليبوه اتشيه